# Łyman Perszyj (obwód połtawski)
Łyman Perszyj (ukr. Лиман Перший) – wieś na Ukrainie, w obwodzie połtawskim, w rejonie połtawskim, w hromadzie Reszetyliwka. W 2001 liczyła 341 mieszkańców, spośród których 329 wskazało jako ojczysty język ukraiński, 9 rosyjski, 2 mołdawski, a 1 inny.